# Televisão na Turquia

Primeiro canal nacional TRT 1

Televisão na Turquia foi introduzida em 1964 pelo provedor de mídia do governo TRT.
O primeiro canal de televisão turco, ITU TV, foi lançado em 1952. A primeira televisão nacional é o TRT 1. A televisão colorida foi introduzida em 1981. Naquela época, era o único canal com o nome de TRT 1, e transmitia em vários momentos do linha de dados. O primeiro canal privado de televisão da Turquia, Star, começou a ser transmitido em 26 de maio de 1989.
Até a década de 1990, havia apenas um canal de televisão controlado pelo Estado, mas com a onda de liberalização, a transmissão de propriedade privada começou. O mercado de televisão da Turquia é definido por uma quantidade de grandes canais, liderados pelo Kanal D, ATV e Show TV, com 14%, 10% e 9,6% de participação de mercado, respectivamente.
As plataformas de recepção mais importantes são terrestres e de satélite, com quase 50% das casas usando satélite (destes 15% eram serviços pagos) no final de 2009. Três serviços dominam o mercado multicanal: as plataformas de satélite Digitürk e D-Smart e o serviço de TV a cabo Türksat.

## Digital
A partir de 2013, os serviços de televisão por assinatura na Turquia incluem a Digiturk, a D-Smart, a TeleDünya, a Türksat KabloTV e a Tivibu.
O Uzan Group fez as primeiras transmissões de televisão digital na Turquia com o primeiro canal de televisão da Turquia, a Star TV. Como eles estavam na liderança com seus canais Star, TeleOn e Kral, o Uzan Group lançou a Star Digital no Turksat no final de 1999. Em 2003, o nome da plataforma mudou como Digifun Club, mas durou pouco antes de se tornar extinto.
O primeiro provedor de televisão paga da Turquia, o CINE5 da MultiCanal (de propriedade de Erol Aksoy), lançado no final de 1994, detinha os direitos sobre as mais recentes estréias de filmes, séries e especialmente esportes como a Liga de Futebol Turca. Em 2000, o CINE5 lançou o CINE + Digital na Turksat com alguns canais especializados, mas novamente em 2003 essa plataforma foi desativada.

### Digiturk
A primeira e principal plataforma digital da Turquia, a Digiturk, pertencente ao Grupo Çukurova, foi lançada em 1999. A Digiturk era muito mais profissional e tinha muitas vantagens sobre as outras plataformas, como Star Digital e CINE +. Digital. A Digiturk tem o direito de transmitir a principal cobertura ao vivo de esportes na Turquia com seu canal Lig TV. Digiturk é transmitido para o ar através do satélite Eutelsat 7 East com o uso do satélite Turksat 42 East. Há opções com seu próprio receptor ou a assinatura com módulo e cartão para o Eutelsat 7. Recentemente, a Digiturk lançou canais HD de si mesmo como Lig TV HD, MovieMax HD, EuroSport HD, National Geographic HD, SporMax HD e İZ HD.
A Digiturk foi adquirida pelo beIN MEDIA GROUP em setembro de 2016.

### D-Smart
A segunda plataforma digital da Turquia é a D-Smart, propriedade da Dogan Holding. Na verdade, as primeiras transmissões de televisão HD foram realizadas pela Dogan Holding com os dois canais Kanal D HD e Discovery Channel HD na sua plataforma D-Smart. Atualmente, existem alguns canais HD via D-Smart, que são o Discovery HD, o EuroSport HD, o HD Smart, o Kanal D HD e o Star TV HD. Recentemente, a D-Smart teve alguns acordos com o MTV Group da Turquia, MCD e os canais SinemaTV, SinemaTV 2, SinemaTV Aile e SinemaTV HD começaram a ser transmitidos ao ar pela D-Smart. A D-Smart usa Turksat 42 East para as transmissões.

### Teledünya
Rede de cabo é renomeado como Teledünya que tem alguns canais HD no momento também chamado como National Geographic HD e EuroSport HD. Ultimamente, a rede de cabo tem tido alguns acordos com a MTV Network Group da Turquia, a MCD e o provedor de televisão francês ABSAT. Espera-se que a Teledünya realize mais de 100 canais de televisão nos próximos meses de 2009. Teledünya transmite através da rede de cabo em todo o país, mas não está disponível em grande parte, o que bloqueia o sistema de chegar a todas as partes da terra.

### Desligamento analógico
Transmissão de TV analógica na Turquia foi desligada no final de 2015.

## Canais mais vistos
| Posição | Canal     | Grupo                      | Share total de visualização (%) |
| ------- | --------- | -------------------------- | ------------------------------- |
| 1       | ATV       | Çalık Holding              | 9.74%                           |
| 2       | FOX       | Fox International Channels | 9.48%                           |
| 3       | Kanal D   | Dogan Media Group          | 8.40%                           |
| 4       | STAR TV   | Doğuş Holding              | 8.29%                           |
| 5       | SHOW      | Ciner Media Group          | 6.86%                           |
| 6       | TRT 1     | TRT                        | 5.27%                           |
| 7       | TV8       | Acun Media & Doğuş Holding | 5.17%                           |
| 8       | Kanal 7   | New World Media Group      | 4.13%                           |
| 9       | TRT Çocuk | TRT                        | 3.27%                           |
| 10      | Other     | –                          | 39.10%                          |